# F. C. Flora Tallin
El F. C. Flora, conocido también en el ámbito internacional como Flora Tallin, es un club de fútbol de Tallin, la capital de Estonia. Juega en la Meistriliiga, máxima categoría del fútbol estonio, y desde su fundación ha sido uno de los clubes más potentes de su país.
Fue fundado en 1990 a partir de una entidad anterior, el Tallinna Lõvid. Históricamente ha funcionado como un equipo de formación para ayudar a la selección de fútbol de Estonia e impulsar el fútbol en ese país. De sus filas han salido jugadores que más tarde han competido en el extranjero, como Mart Poom, Martin Reim y Andres Oper. Además, la entidad controla clubes de divisiones inferiores que utiliza como cantera para el primer equipo.

## Historia
El FC Flora fue fundado el 10 de marzo de 1990 por iniciativa de un grupo liderado por Aivar Pohlak, quien durante los años 1980 se esforzó en impulsar el fútbol en Estonia y después ha trabajado con la Asociación Estonia de Fútbol en distintos cargos. La plantilla se formó con jugadores procedentes de escuelas y clubes amateur como el Tallinna Lõvid, del que tomó su estructura. El propio Pohlak ejerció como delantero, entrenador y presidente en la primera temporada. En 1992 se convirtió en uno de los fundadores de la Meistriliiga, la máxima categoría estonia, de la que ha disputado todas las temporadas.
La Asociación Estonia de Fútbol utilizó al Flora para desarrollar el fútbol en el país, en parte como equipo de formación para los jugadores de la selección estonia, aprovechando que Pohlak había asumido el cargo de asistente del combinado nacional en 1992. En esos primeros años contó con jugadores como Mart Poom y Martin Reim, que llegaron de las divisiones juveniles y luego marcharon al extranjero.
El primer título de liga del Flora se consiguió en la temporada 1994 y no estuvo exento de polémica. A falta de una jornada para terminar, el líder F. C. Tevalte fue descalificado por presunto amaño de partidos, y el vencedor se decidiría entre el segundo y tercer clasificados, Flora y Norma Tallin, empatados en puntos. En protesta por la decisión, el Norma salió al campo solo con juveniles y el Flora ganaría por 5:2. Los verdiblancos revalidaron su título al año siguiente.
Con la desaparición de otros clubes de Tallin como el Norma, Tevalte y el Lantana, el Flora Tallin se convirtió en el principal equipo de la capital. En sus mejores años ganó cinco ligas entre 1997 y 2003. La irrupción del FC Levadia Tallinn ha servido para que el Flora desarrolle una rivalidad nacional en la lucha por los títulos.
En 2021 se convirtió en el primer representante estonio en llegar a la fase de grupos de un torneo europeo de clubes, la Liga Europa Conferencia de la UEFA.

## Uniforme
La equipación del FC Flora ha cambiado con el paso del tiempo, pero siempre ha mantenido los mismos colores sociales: verde y blanco. Habitualmente la primera equipación es verde y blanca a rayas verticales, aunque en anteriores temporadas fueron horizontales.
El fabricante de las equipaciones es Nike. En la temporada 2011, el FC Flora no cuenta con patrocinador.
- Uniforme titular: Camiseta verde y blanca a rayas verticales, pantalón blanco, medias verdes
- Uniforme alternativo: Camiseta blanca, pantalón negro, medias verdes.
- Tercer uniforme: Camiseta verde, pantalón blanco, medias verdes.

| 1990-2006 | 2007-2010 | 2011 |

## Estadio

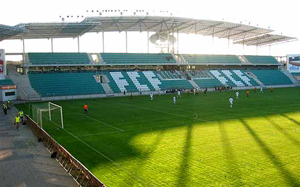
Interior del A. Le Coq Arena.

El campo donde el F. C. Flora disputa sus encuentros como local es el Estadio Lilleküla, renombrado por razones de patrocinio como A. Le Coq Arena. Cuenta con capacidad para 10 000 espectadores, dimensiones de 105 por 70 metros y césped natural. Es también el estadio donde la selección de fútbol de Estonia juega sus encuentros internacionales.
Se inauguró oficialmente el 2 de junio de 2011 con un partido internacional entre Estonia y Países Bajos. El diseño corrió a cargo del arquitecto local Haldo Oravas. Un año después, se alcanzó un acuerdo de patrocinio para 15 años con la compañía cervecera A. Le Coq, que pagó 15 millones de coronas por el cambio de nombre.
Junto al campo de fútbol hay un terreno de juego anexo con capacidad para 500 personas, Sportland Arena. En él juegan las categorías inferiores del FC Flora y otros clubes de Tallin que están en divisiones menores.

## Jugadores

### Altas y bajas 2023 (invierno)
Altas 
| Jugador          | Nacionalidad       | Posición      | Procedencia    | Tipo     | Precio |
| ---------------- | ------------------ | ------------- | -------------- | -------- | ------ |
| Nikita Mihhailov | Bandera de Estonia | Mediocampista | JK Narva Trans | Traspaso | ?      |

Bajas 
| Jugador          | Nacionalidad       | Posición      | Destino               | Tipo     | Precio |
| ---------------- | ------------------ | ------------- | --------------------- | -------- | ------ |
| Karl-Romet Nomm  | Bandera de Estonia | Portero       | Sandecja              | Traspaso | ?      |
| Mathias Palts    | Bandera de Estonia | Defensa       | FC Kuressaare         | Préstamo | --     |
| Vladislav Kreida | Bandera de Estonia | Mediocampista | St Patrick's Athletic | Préstamo | --     |
| Markus Poom      | Bandera de Estonia | Mediocampista | Shamrock Rovers FC    | Préstamo | --     |
| Andrei Smirnov   | Bandera de Estonia | Mediocampista | FC Kuressaare         | Traspaso | ?      |
| Andreas Kiivit   | Bandera de Estonia | Delantero     | JK Tallinna Kalev     | Traspaso | ?      |

### Números retirados
- 12 - Aficionados del club.

## Entrenadores
| Periodo   | Nombre            |
| --------- | ----------------- |
| 1990–1991 | Aivar Pohlak      |
| 1992      | Raimondas Kotovas |
| 1993–1995 | Roman Ubakivi     |
| 1996–1999 | Teitur Thordarson |
| 2000      | Tarmo Rüütli      |
| 2001–2004 | Arno Pijpers      |
| 2004–2005 | Janno Kivisild    |
| 2006–2008 | Pasi Rautiainen   |
| 2009      | Tarmo Rüütli      |
| 2010–2012 | Martin Reim       |
| 2012–2013 | Marko Lelov       |
| 2013–2016 | Norbert Hurt      |
| 2016      | Argo Arbeiter     |
| 2017–2018 | Arno Pijpers      |
| 2018–2023 | Jürgen Henn       |
| 2024      | Norbert Hurt      |
| 2024–     | Taavi Viik        |

## Cantera

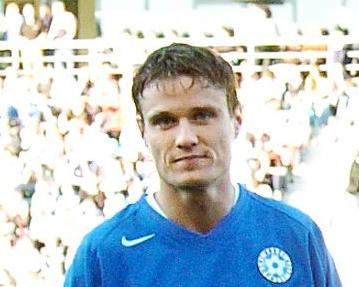
Andres Oper jugó cinco temporadas en el FC Flora, entre 1994 y 1999.

Desde su nacimiento, FC Flora ha funcionado como un equipo de formación, tanto para la Selección de fútbol de Estonia como para el fútbol nacional en general. En él han jugado futbolistas que más tarde desarrollaron su carrera profesional en el extranjero, como Mart Poom, Martin Reim, Andres Oper, Ragnar Klavan, Sander Post y Marko Kristal. El dirigente fundador del club, Aivar Pohlak, es el actual presidente de la Asociación Estonia de Fútbol, que históricamente ha apoyado el trabajo de la entidad.
Dentro de la estructura del club, el FC Flora cuenta con equipos filiales que llevan su nombre. El reserva se llama FC Flora II, fue fundado en 2006 y juega en la Esiliiga, segunda división nacional. Está formado por futbolistas que no superan los 21 años. Su campo es el Sportland Arena, terreno anexo al estadio del FC Flora. También hay clubes de categorías infantiles, alevines y juveniles.
Además de su filial, el FC Flora es propietario de otros equipos estonios, a los que cede jugadores para desarrollarlos a nivel de competición. Durante un tiempo colaboró con el JK Viljandi Tulevik, fundador de la Meistriliiga.

## Palmarés

### Torneos nacionales
- Liga de Estonia (15): 1993-94, 1994-95, 1997-98, 1998, 2001, 2002, 2003, 2010, 2011, 2015, 2017, 2019, 2020, 2022, 2023
- Copa de Estonia (8): 1994-95, 1997-98, 2007-08, 2008-09, 2010-11, 2012-13, 2015-16, 2019-20
- Supercopa de Estonia (12): 1998, 2002, 2003, 2004, 2009, 2011, 2012, 2014, 2016, 2020, 2021, 2024
- Copa de la Liga de Estonia (8): 2001, 2002, 2003, 2010, 2011, 2013, 2015, 2017

### Torneos internacionales
- Copa Livona (1): 2011

## Participación en competiciones de la UEFA
| Temporada | Torneo                   | Ronda            | Club                 | Resultado      | Resultado      |
| --------- | ------------------------ | ---------------- | -------------------- | -------------- | -------------- |
| 1994–95   | UEFA Cup                 | Clasificatoria 1 | OB                   | 0–3            | 0–3            |
| 1995–96   | UEFA Cup                 | Clasificatoria 1 | Lillestrøm           | 0–4            | 1–0            |
| 1996–97   | UEFA Cup                 | Clasificatoria 1 | FC Haka              | 2–2            | 0–1            |
| 1997–98   | UEFA Cup                 | Clasificatoria 1 | Hapoel Petah Tikva   | 0–1            | 1–2            |
| 1998–99   | UEFA Champions League    | Clasificatoria 1 | Steaua Bucarest      | 1–4            | 3–1            |
| 1999–00   | UEFA Champions League    | Clasificatoria 1 | Partizan Belgrade    | 0–6            | 1–4            |
| 2000–01   | UEFA Cup                 | Clasificatoria 1 | Club Brugge          | 1–4            | 0–2            |
| 2001–02   | UEFA Cup                 | Clasificatoria 1 | Dinamo Zagreb        | 0–1            | 0–1            |
| 2002–03   | UEFA Champions League    | Clasificatoria 1 | APOEL                | 0–0            | 0–1            |
| 2003–04   | UEFA Champions League    | Clasificatoria 1 | Sheriff Tiraspol     | 0–1            | 1–1            |
| 2004–05   | UEFA Champions League    | Clasificatoria 1 | ND Gorica            | 2–4            | 1–3            |
| 2005–06   | UEFA Cup                 | Clasificatoria 1 | Esbjerg              | 2–1            | 0–6            |
| 2006–07   | UEFA Cup                 | Clasificatoria 1 | Lyn Oslo             | 1–1            | 0–0            |
| 2006–07   | UEFA Cup                 | Clasificatoria 2 | Brøndby              | 0–0            | 0–4            |
| 2007–08   | UEFA Cup                 | Clasificatoria 1 | Vålerenga            | 0–1            | 0–1            |
| 2008–09   | UEFA Cup                 | Clasificatoria 1 | Djurgårdens          | 0–0            | 2–2            |
| 2009–10   | UEFA Europa League       | Clasificatoria 2 | Brøndby              | 1–0            | 1–4            |
| 2010–11   | UEFA Europa League       | Clasificatoria 1 | Dinamo Tbilisi       | 1–2            | 0–0            |
| 2011–12   | UEFA Champions League    | Clasificatoria 2 | Shamrock Rovers      | 0–1            | 0–0            |
| 2012–13   | UEFA Champions League    | Clasificatoria 2 | FC Basel             | 0–2            | 0–3            |
| 2013–14   | UEFA Europa League       | Clasificatoria 1 | Kukësi               | 1–1            | 0–0            |
| 2015–16   | UEFA Europa League       | Clasificatoria 1 | Rabotnički           | 1–0            | 0–2            |
| 2016-17   | UEFA Champions League    | Clasificatoria 1 | Lincoln Red Imps     | 2–1            | 0–2            |
| 2017-18   | UEFA Europa League       | Clasificatoria 1 | NK Domzale           | 2–3            | 0–2            |
| 2018-19   | UEFA Champions League    | Clasificatoria 1 | Hapoel Be'er Sheva   | 1–4            | 1–3            |
| 2018-19   | UEFA Europa League       | Clasificatoria 1 | APOEL                | 2–0            | 0–5            |
| 2019-20   | UEFA Europa League       | Clasificatoria 1 | Radnički Niš         | 2–0            | 2–2            |
| 2019-20   | UEFA Europa League       | Clasificatoria 2 | Eintracht Frankfurt  | 1–2            | 1–2            |
| 2020-21   | UEFA Champions League    | Clasificatoria 1 | Sūduva Marijampolė   | 1–1 (2:4 pen.) | –              |
| 2020-21   | UEFA Europa League       | Clasificatoria 2 | KR                   | 2–1            | –              |
| 2020-21   | UEFA Europa League       | Clasificatoria 3 | Floriana             | –              | 0–0 (4:2 pen.) |
| 2020-21   | UEFA Europa League       | Play-off         | Dinamo Zagreb        | –              | 1–3            |
| 2021-22   | UEFA Champions League    | Clasificatoria 1 | Hibernians           | 2–0            | 3–0            |
| 2021-22   | UEFA Champions League    | Clasificatoria 2 | Legia de Varsovia    | 0–1            | 1–2            |
| 2021-22   | UEFA Europa League       | Clasificatoria 3 | Omonia Nicosia       | 2–1 (4:5 pen.) | 0–1            |
| 2021-22   | Europa Conference League | Play-off         | Shamrock Rovers      | 4–2            | 1–0            |
| 2021-22   | Europa Conference League | Grupo B          | Gent                 | 0–1            | 0–1            |
| 2021-22   | Europa Conference League | Grupo B          | Partizán             | 1–0            | 0–2            |
| 2021-22   | Europa Conference League | Grupo B          | Anorthosis Famagusta | 2–2            | 2–2            |
| 2022-23   | Europa Conference League | Clasificatoria 1 | SJK                  | 1-0            | 2-4 (t.e.)     |
| 2023-24   | UEFA Champions League    | Clasificatoria 1 | Raków Częstochowa    | 0-3            | 0-1            |
| 2023-24   | Europa Conference League | Clasificatoria 3 | FCV Farul Constanța  | 0-2            | 0-3            |
| 2024-25   | UEFA Champions League    | Clasificatoria 1 | NK Celje             | 0-5            | 1-2            |
| 2024-25   | Europa Conference League | Clasificatoria 2 | AC Virtus            | 5-2            | 0-0            |
| 2024-25   | Europa Conference League | Clasificatoria 3 | Víkingur Reykjavík   | 1-1            | 1-2            |
| 2025-26   | Europa Conference League | Clasificatoria 1 | Valur                | 1-2            | 0-3            |